# Конституционный референдум в Чечне (2003)
Конституционный референдум в Чечне прошёл 23 марта 2003 года. На референдум был вынесен вопрос о принятии новой Конституции республики в связи с возвращением в правовое пространство России, а также проекты законов о выборах президента и парламента республики.

## История
Референдум проходил во время Второй чеченской войны, город Грозный находился в состоянии руин.
22 марта, за день до референдума, были обстреляны две школы в Грозном, в которых располагались избирательные участки. В ночь на 23 марта были обстреляны четыре избирательных участка в школах села Серноводское.
22 и 23 марта в Грозном, около руин здания Чеченского драматического театра, проходил митинг против референдума с участием примерно 300 человек.
22 и 23 марта на улицах было мало людей, поскольку местные жители были напуганы обещаниями террористических актов.

## Проект Конституции
Для создания новой Конституции президентом Чечни Ахматом Кадыровым был издан Указ «О Консультативном Совете при Главе Администрации ЧР». В состав Совета вошли 85 человек во главе с Шаидом Жамалдаевым. Совет занимался вопросами вхождения республики в правовое поле России и разработкой проекта новой конституции. С целью изучения мнения народа в декабре 2002 года в Гудермесе был проведён съезд представителей народов Чечни. Резолюция гласила, что, несмотря на сложную обстановку, в республике есть необходимые условия для проведения референдума.
Для подготовки референдума была создана инициативная группа во главе с правоведом Хасейном Таймасхановым. Группой были проведены сходы граждан, встречи с работниками предприятий, экспертами ПАСЕ и ОБСЕ. В ходе работы было предложено пять различных вариантов Конституции, лучший из которых был вынесен на референдум.

## Официальные результаты
Из 509 796 человек, проголосовавших по проекту конституции, 489 259 человек (95,97 %) высказалось в её поддержку. В голосовании по проекту закона о выборах президента республики высказали своё мнение 510 125 человек, из которых поддержали её 486 192 человека (95,37 %). В обсуждении законопроекта о выборах парламента республики приняли участие 510 125 избирателей, поддержали проект 489 655 человек (96,6 %).

## Недостоверность результатов
На избирательном участке № 49 в посёлке Катаяма, по наблюдению представителя Правозащитного центра «Мемориал», с 8 до 15 часов зашли 243 человека, при этом в 11 часов избирательная комиссия подала сведения о 1457 проголосовавших, а после закрытия — о 2185 проголосовавших из 2914 избирателей.
При голосовании нужно было предъявлять паспорт, но прописку не проверяли, в связи с чем представители «Мемориала» смогли проголосовать несколько раз. Также, по данным «Мемориала», было возможно голосование за родственников при наличии их паспортов.

## Оценки
Парламентская ассамблея Совета Европы (ПАСЕ) и Организация по безопасности и сотрудничеству в Европе (ОБСЕ) выразили сомнения в честности референдума. В частности, они раскритировали включение в избирательные списки 23 тысяч российских солдат при невключении десятков тысяч чеченских беженцев, находившихся в Ингушетии.
Human Rights Watch пишет, что в официальных сообщениях говорилось о беспрецедентной явке, но это расходится с сообщениями журналистов и других наблюдателей, находившихся в Чечне. В частности, представители «Мемориала» прибыли в школу № 7 Грозного, на избирательном участке в которой, по данным российских СМИ, образовались очереди, и обнаружили там всего 6-7 человек, включая телевизионную бригаду.

## Позиция российских властей
Президент Российской Федерации Владимир Путин заявил об однозначном выборе чеченского народа в пользу мира и позитивного развития отношений с Россией. Ахмад Кадыров сказал, что референдум показал «ясный выбор [народа Чечни] в пользу мира и согласия». Кадыровым был подписал указ о признании 23 марта праздником — Днём Конституции Чечни.